# マット・ヘミングウェイ
マット・ヘミングウェイ（Matt Hemingway、1972年10月24日 - ）は、アメリカ合衆国の陸上競技選手。2004年アテネオリンピックの銀メダリストである。

## 経歴
ヘミングウェイは、走高跳の選手で、アーカンソー大学在学中の1996年の全米大学選手権で銀メダルを獲得。
2004年アテネオリンピックのアメリカ代表として出場を果たすと、2m34の自己タイ記録（ヘミングウェイは室内では2m38の自己ベストを持っている。）で、スウェーデンのステファン・ホルムに次いで銀メダルを獲得した。2005年にはヘルシンキで開催された世界選手権に出場。2m27で予選を通過したものの、決勝では2m20と予選でクリアした高さも跳べず11位という結果に終わった。
ヘミングウェイの祖父は、ノーベル文学賞作家のアーネスト・ヘミングウェイである。

## 自己ベスト
- 走高跳 - 2m34 (2003年)

## 主な実績
| 年   | 大会           | 場所                     | 種目   | 結果 | 記録 |
| ---- | -------------- | ------------------------ | ------ | ---- | ---- |
| 2003 | 世界陸上選手権 | パリ(フランス)           | 走高跳 | 12位 | 2m25 |
| 2004 | オリンピック   | アテネ(ギリシャ)         | 走高跳 | 2位  | 2m34 |
| 2005 | 世界陸上選手権 | ヘルシンキ(フィンランド) | 走高跳 | 11位 | 2m20 |